# کراسکی گورنه
کراسکی گورنه (به لهستانی:  Kraski Górne) یک روستا در لهستان است که در گمینا ماچییوویتسه واقع شده‌است.
 کراسکی گورنه  ۷۵ نفر جمعیت دارد.